# Ruben Cossani
Ruben Cossani war eine deutsche Band aus Hamburg. Sie wurde Ende 2006 gegründet und bestand bis 2012.

## Geschichte
Im November 2006 hörte Michel van Dyke, langjähriger Solo-Künstler und Produzent, Komponist und Arrangeur (u. a. für Echt, Jasmin Wagner, Patrick Nuo und Fury in the Slaughterhouse), seinen Fußball-Mitspieler Konrad Wissmann das erste Mal singen. Beide beschlossen, fortan nicht nur auf dem Fußball-Feld zusammen zu spielen.

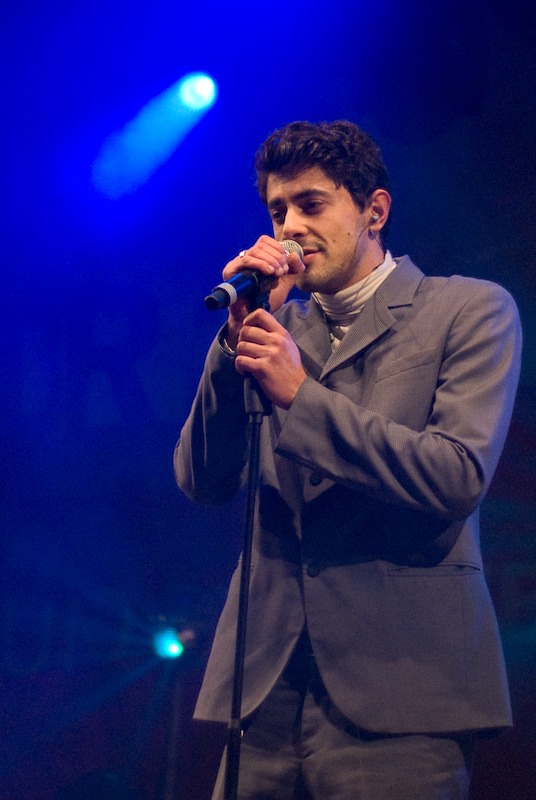
Gründungsmitglied Leo Lazar verließ Ende 2010 die Band.

Wenig später lernten beide den Sänger und Schlagzeuger Leonard Valentin Lazar kennen. Zusammen texteten, komponierten und probten die drei und gründeten die Band Casino. Der Name Casino jedoch war bereits vergeben und so wurde der Bandname Ruben Cossani ins Leben gerufen. Noch im selben Jahr unterzeichnete das Trio beim Label 105music, das u. a. auch Stefan Gwildis, Ina Müller und Annett Louisan unter Vertrag hat. Ruben Cossani gaben erste Testkonzerte im Hamburger Raum.
Am 15. Februar 2008 wurde die erste Single Mitgefühl veröffentlicht. Ihr Debüt-Album Tägliche Landschaft erschien am 29. Februar 2008.
Nach diversen Live-Konzerten (u. a. als Support von Ina Müller) und einigen Fernseh- und Radioauftritten wagten die Drei im September 2008 ein Experiment: 
Wie in den frühen 60ern, als Bands wie die damals noch unbekannten Beatles von Clubs wie dem Star-Club und dem Kaiserkeller für eine ganze Woche unter Vertrag genommen wurden, spielten Ruben Cossani eine Woche lang im gerade wiedereröffneten Club Atlantic Hamburg mit wechselnden Gaststars wie Regy Clasen, Ingo Pohlmann, Kim Frank, Annett Louisan, Stefan Gwildis, Bernd Begemann und Diane Weigmann.
Am 6. Februar 2009 erschien die Single Bis auf letzte Nacht, mit der Ruben Cossani am 13. Februar beim fünften Bundesvision Song Contest für Schleswig-Holstein antraten und den 8. Platz belegten. Im Mai und September 2009 trat das Hamburger Trio als Vorgruppe von Sasha auf. Den Musikpreis des Verbandes der Deutschen Konzertdirektionen erhielt die Band 2009.
Ende Januar 2010 gab die Band bekannt, dass Leo Lazar die Band verlassen hat. Das neue Bandmitglied hieß Alexander Jezdinsky. Die Premiere in dieser neuen Konstellation gab es am 8. Februar 2010 bei den Hamburg Sounds. Im November 2011 gab die Band über ihre Homepage, einige Tage später auch über Facebook, ihre Auflösung bekannt. Das letzte Konzert spielte die Band am 27. März 2012 in Hamburg in den nahezu ausverkauften Fliegenden Bauten.

## Diskografie

### Alben
- 2008: Tägliche Landschaft
- 2009: Alles auf einmal
- 2012: Zu gut für diese Welt (Live-Album)

### Singles
- 2008: Mitgefühl
- 2008: Haut
- 2008: Besser jetzt
- 2009: Bis auf letzte Nacht
- 2009: Es kann sein (die Wüste lebt)
- 2010: Raus (feat. Dokter Renz)